# Cimetière national de Fiumei út
Le cimetière national de Fiumei út (en hongrois : Fiumei úti Nemzeti Sírkert), connu également sous le nom de cimetière Kerepesi (en hongrois : Kerepesi temető), est un des principaux cimetières de Budapest, en Hongrie.

## Situation
Le cimetière, d'une superficie de 56 hectares, est situé à Pest dans le 8e arrondissement, à proximité de la gare Keleti. Il borde à l'ouest l'avenue de Fiume qui lui donne son nom et sur laquelle s'ouvre son entrée principale.
Le cimetière juif de Salgótarjáni út borde une partie du cimetière Kerepesi, les deux étant séparés par un mur de pierre. 

## Histoire
Ouvert en 1847, le cimetière devient au cours du temps le champ de repos de nombreuses célébrités comme des hommes d'État, des artistes, des écrivains ou des scientifiques. La première personnalité notable à y être enterrée est ainsi l'écrivain Mihály Vörösmarty en 1855. Il est aussi connu pour abriter le Panthéon national hongrois, ce qui lui vaut le surnom de « Père-Lachaise » de Budapest.
En 1952, les autorités communistes décident d'arrêter les inhumations, en partie en raison des dégâts subis au cours de la Seconde Guerre mondiale, mais également pour des raisons politiques puisque le lieu abrite des tombes de personnalités ayant « exploité la classe ouvrière ». En 1958-1959, le régime fait ériger dans la nécropole un monument au mouvement ouvrier, dû au sculpteur Zoltán Olcsai-Kiss d'après les plans de József Körner. Ce panthéon, offrant 365 emplacements pour des urnes funéraires, n'en renferme que 75. Cet honneur national était accordé par le comité central du Parti socialiste ouvrier hongrois.
Les inhumations ont repris depuis, et des carrés ont été aménagés pour les héros des révolutions de 1848 et de 1956.
Contrairement aux cimetières d'autres pays, les monuments funéraires ne sont pas les uns contre les autres, mais isolés. Cela peut surprendre au départ et donne presque l'impression d'un parc. À ce titre, l'Institut de l'Héritage national, qui gère le cimetière depuis 2016, souligne régulièrement dans sa communication la richesse de la faune et de la flore du cimetière.

## Musée

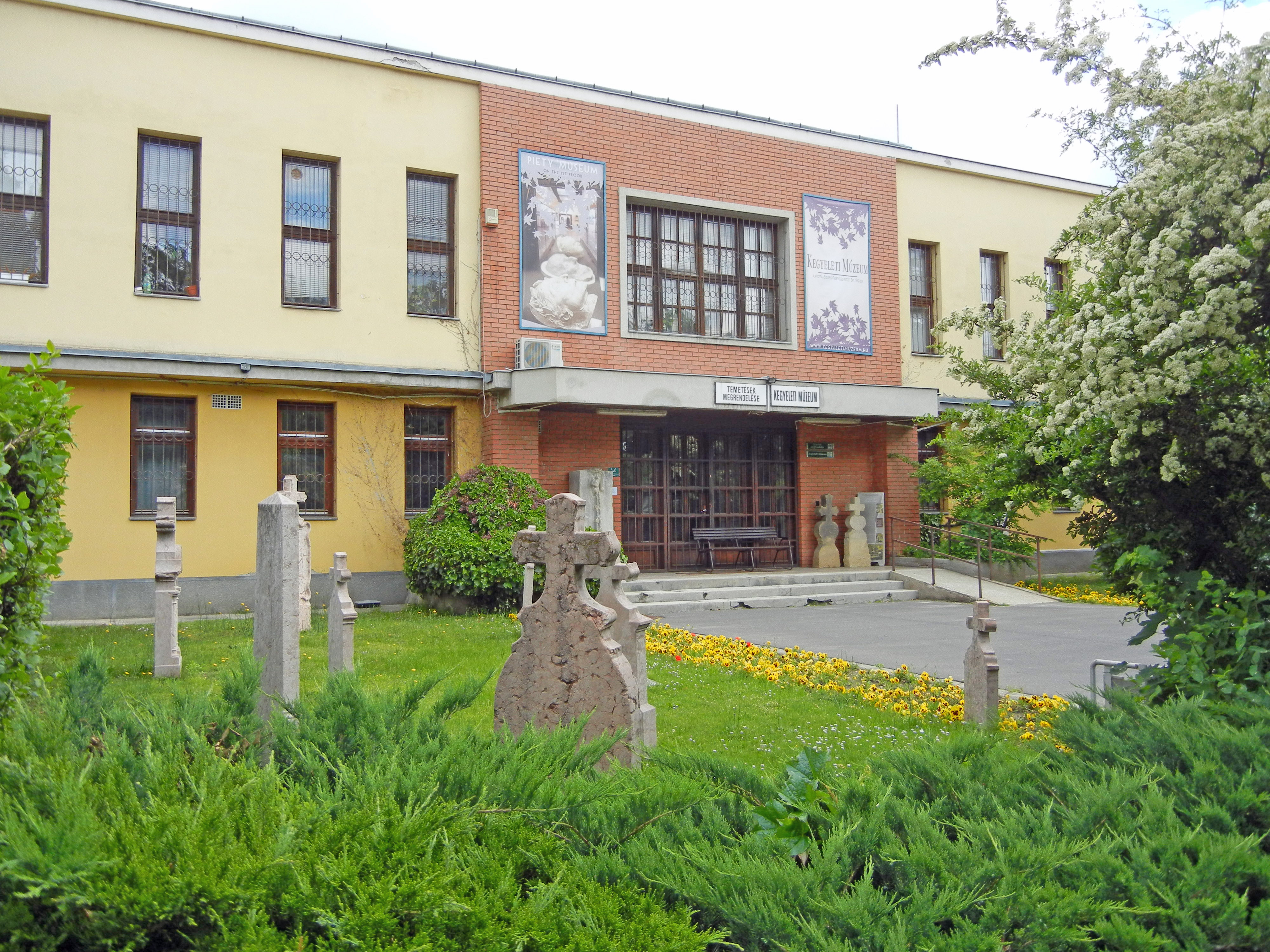
Le musée funéraire

Le cimetière abrite un musée funéraire (en hongrois : Kegyeleti Múzeum) qui présente une exposition permanente sur les traditions et pratiques funéraires hongroises. 
On peut également admirer à l'extérieur, protégé par une immense vitrine, un imposant corbillard, le second plus grand d'Europe. Il a été réalisé par la Maison Misura en 1932 et n'a servi qu'à l'occasion de quatre funérailles nationales, les premières étant celles d'Albert Apponyi. Six chevaux étaient nécessaires pour le mouvoir.

## Monuments

### Les arcades
Au cœur de la nécropole, deux ensembles d'arcades sont érigés entre 1904 et 1908 selon les plans de Lajos Gerle et Ármin Hegedús, dans un style évoquant les cimetières du Nord de l'Italie. Ils sont disposés de façon symétrique de part et d'autre d'une allée principale et abritent des tombeaux.

### Hommes d'État
Les monuments des hommes d'État suivants ont été financés par le Gouvernement ou par souscriptions publiques. Ils sont qualifiés de mausolées. Le cimetière compte d'autres mausolées, privés, de riches familles, mais aux dimensions bien plus modestes. Parmi ces derniers, il convient de citer en premier lieu celui de la famille Ganz - c'est le plus important en termes de taille - qui érigé en 1868 pour Ábrahám Ganz (1814-1867), richissime maître-de-forges. Les plans sont de Miklós Ybl. Les autres mausolées privés remarquables sont ceux des familles Malosik, Gelsey-Guttmann, Károlyi (à l'acoustique remarquable), Vécsey (tout en fer).
- Lajos Batthyány (1807-1849). La mort du premier Premier ministre d'origine hongroise soulève une grande émotion et marque un tournant dans l'idée de créer un Panthéon national au cimetière Fiumei. Le monument est érigé par souscription publique entre 1872 et 1874 sur les plans d'Albert Schickendanz. Faute de fonds suffisants, il reste alors inachevé et il faut attendre la restauration de 2000 pour que soient réalisés les deux lions à l'entrée et les quatre obélisques sommitaux.
- Ferenc Deák (1803-1876). Le monument, inauguré le 21 mai 1887, est dû à l'architecte Kálmán Gerster. Les décors intérieurs sont signés de Bertalan Székely, et le sarcophage proprement dit est dû à Alajos Stróbl. La situation de cet imposant édifice dans le cimetière, stratégique et à la rencontre de deux avenues principales, rappelle l'importance de Deák.
- Lajos Kossuth (1802-1894). Par la taille du monument, il n'est vraiment pas question de parler de tombe mais bien de mausolée national. Inauguré en 1909, et tout en pierre calcaire (preuve de son importance, car Budapest est dépourvue de carrières), ce mausolée est dû également aux plans de Gerster et aux ciseaux d'Alajos Stróbl. L'intérieur est richement orné de mosaïques exécutées par Miksa Róth d'après les dessins de Dezsó Kölber. Endommagé lors de la Seconde Guerre mondiale, le mausolée a été entièrement restauré en 2015. Les visiteurs peuvent gravir l'escalier extérieur qui mène à une terrasse offrant le plus haut point de vue du cimetière.

## Galerie

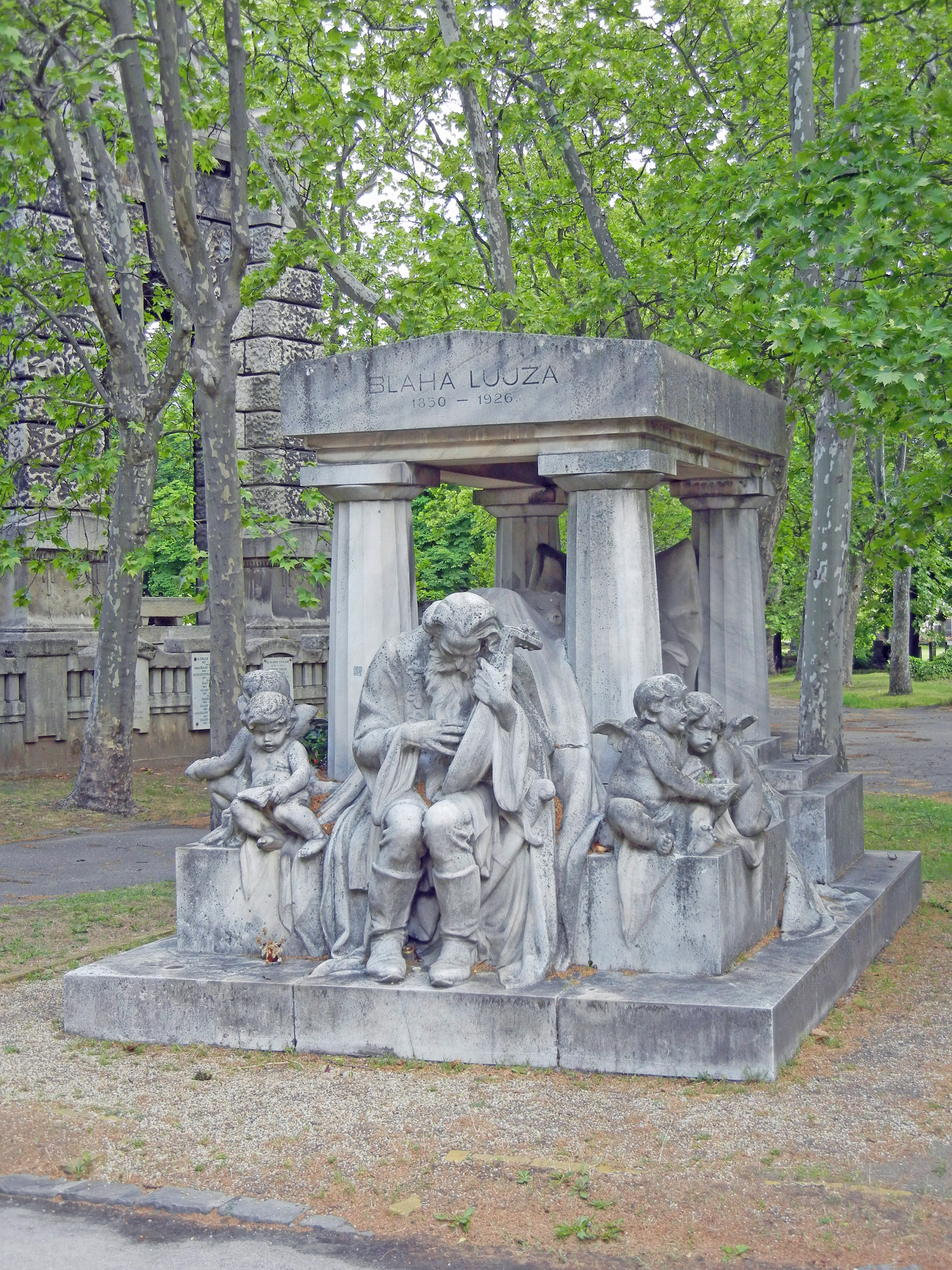
Tombeau de l'actrice Lujza Blaha (1850-1926), créé en 1929 par Elemér Fülöp.
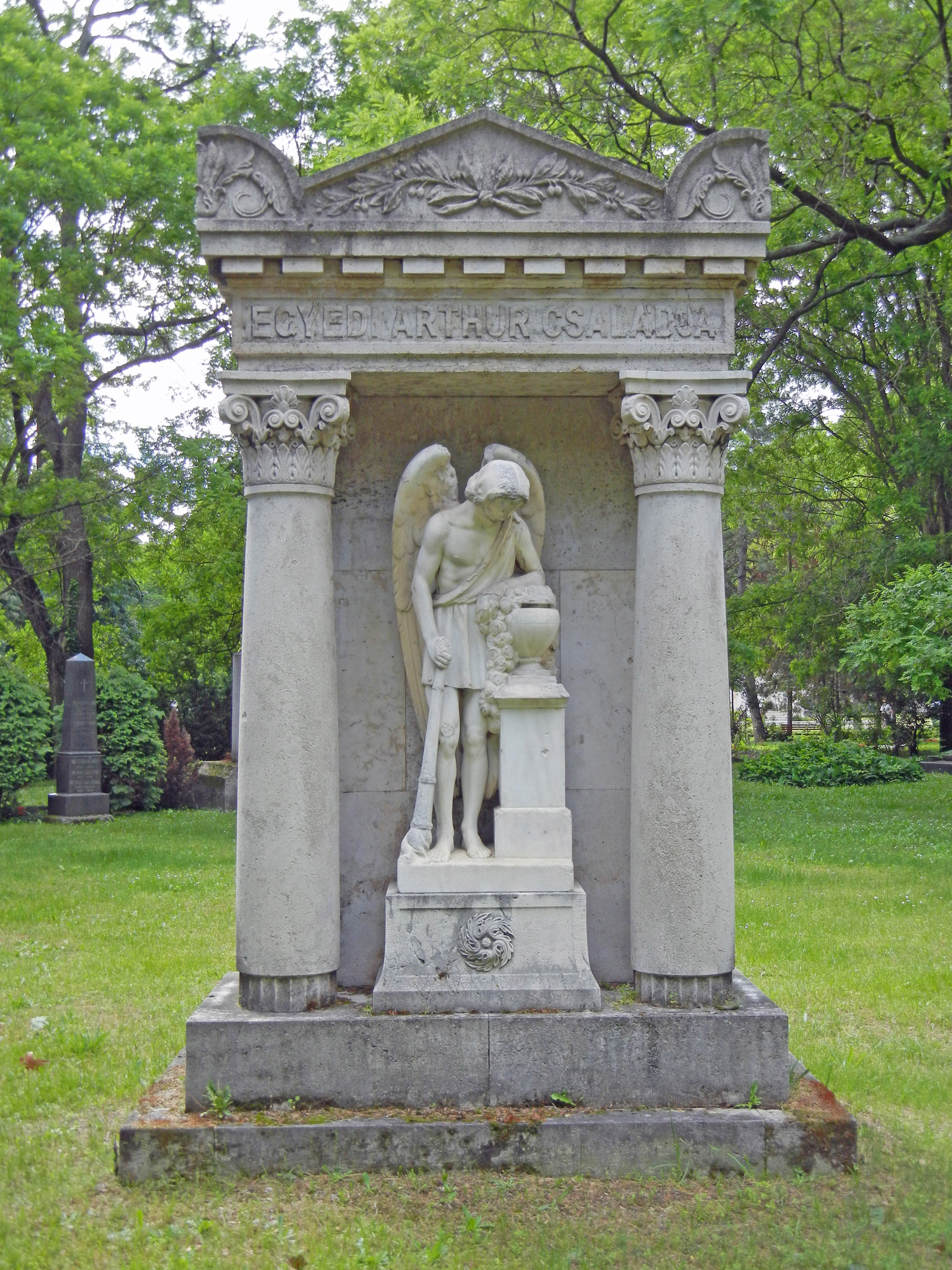
Tombeau de la famille Arthur Egyedi
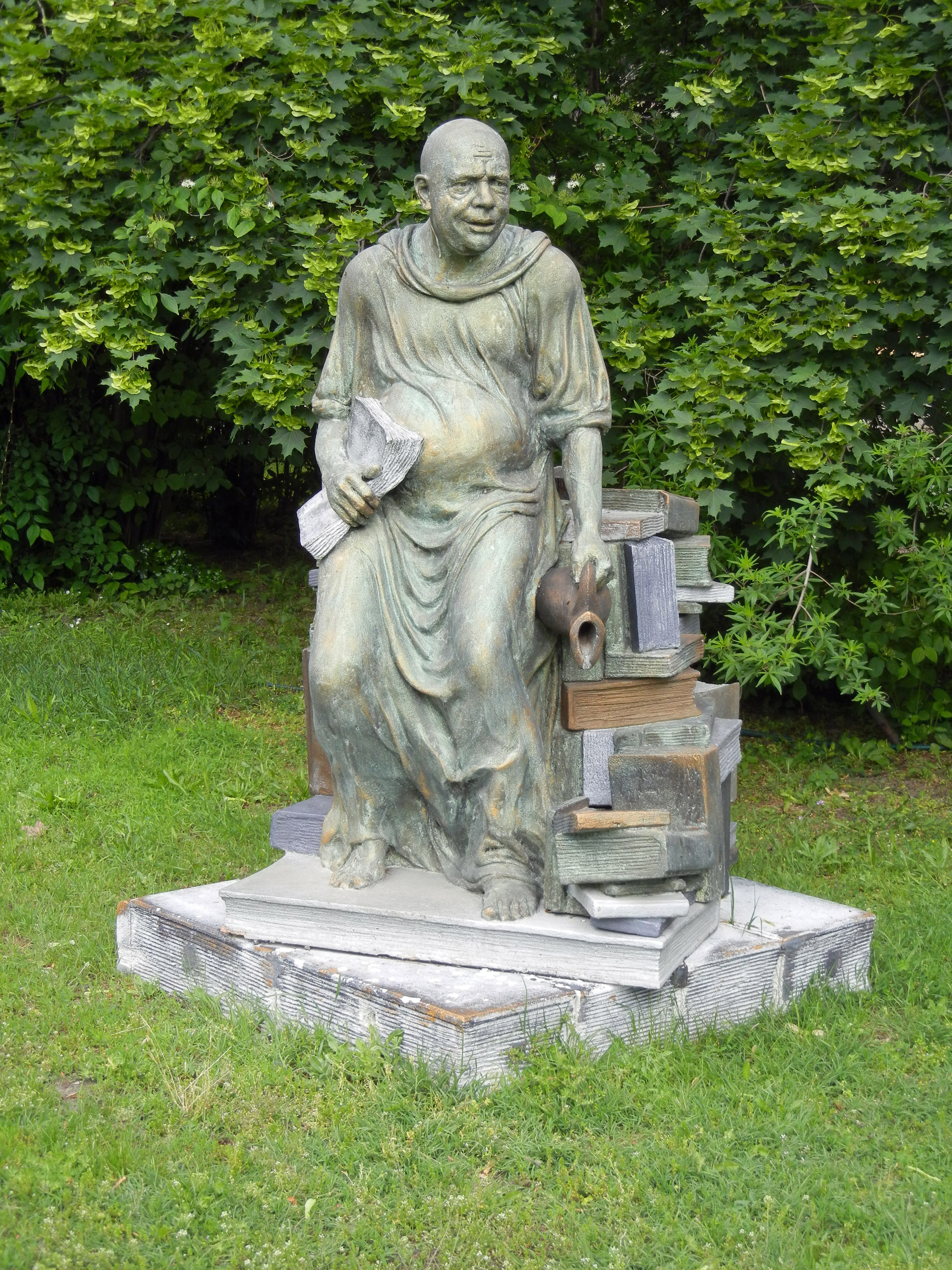
[Quoi ?]
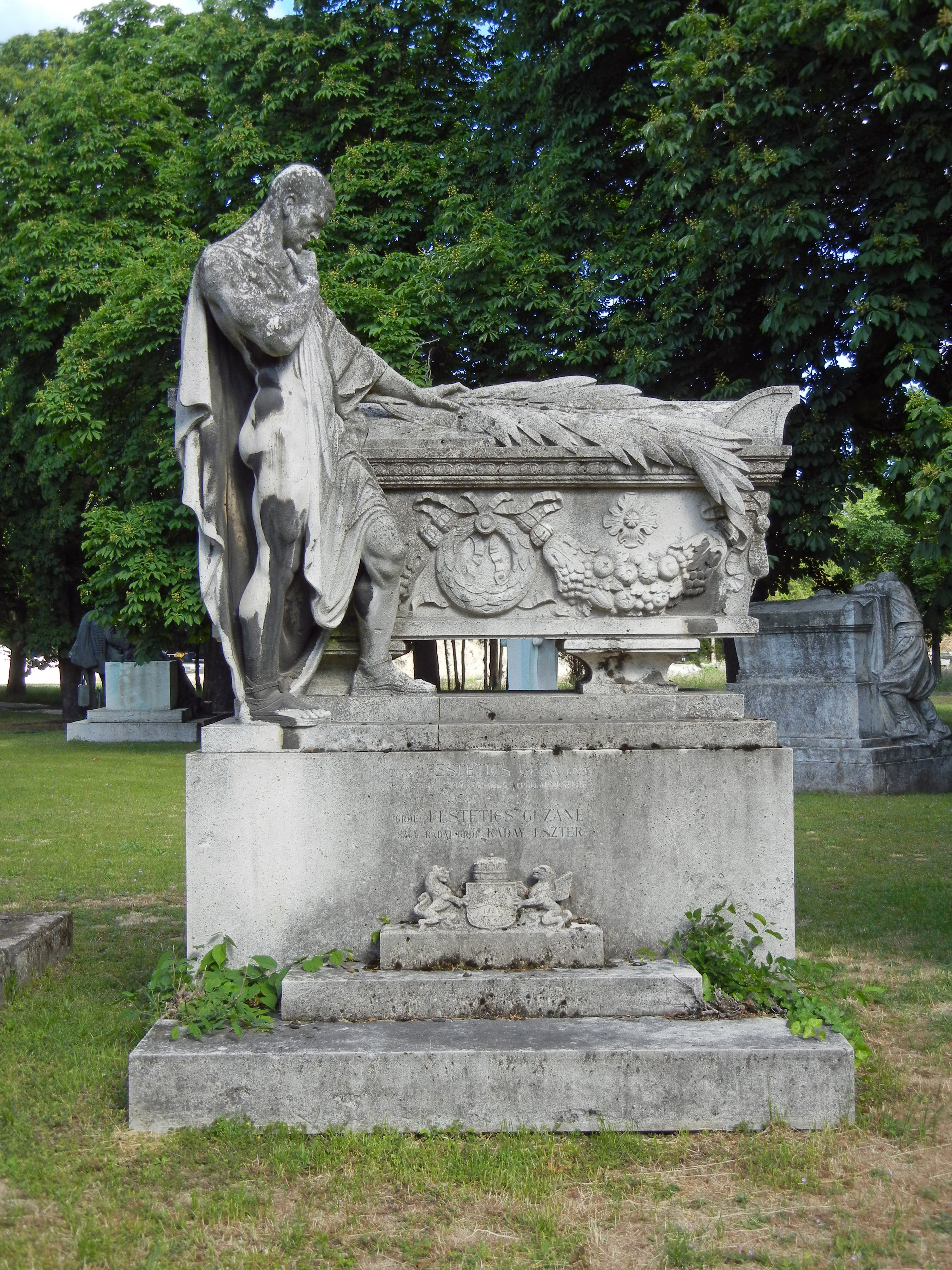
Tombeau de membres de la famille Festetics
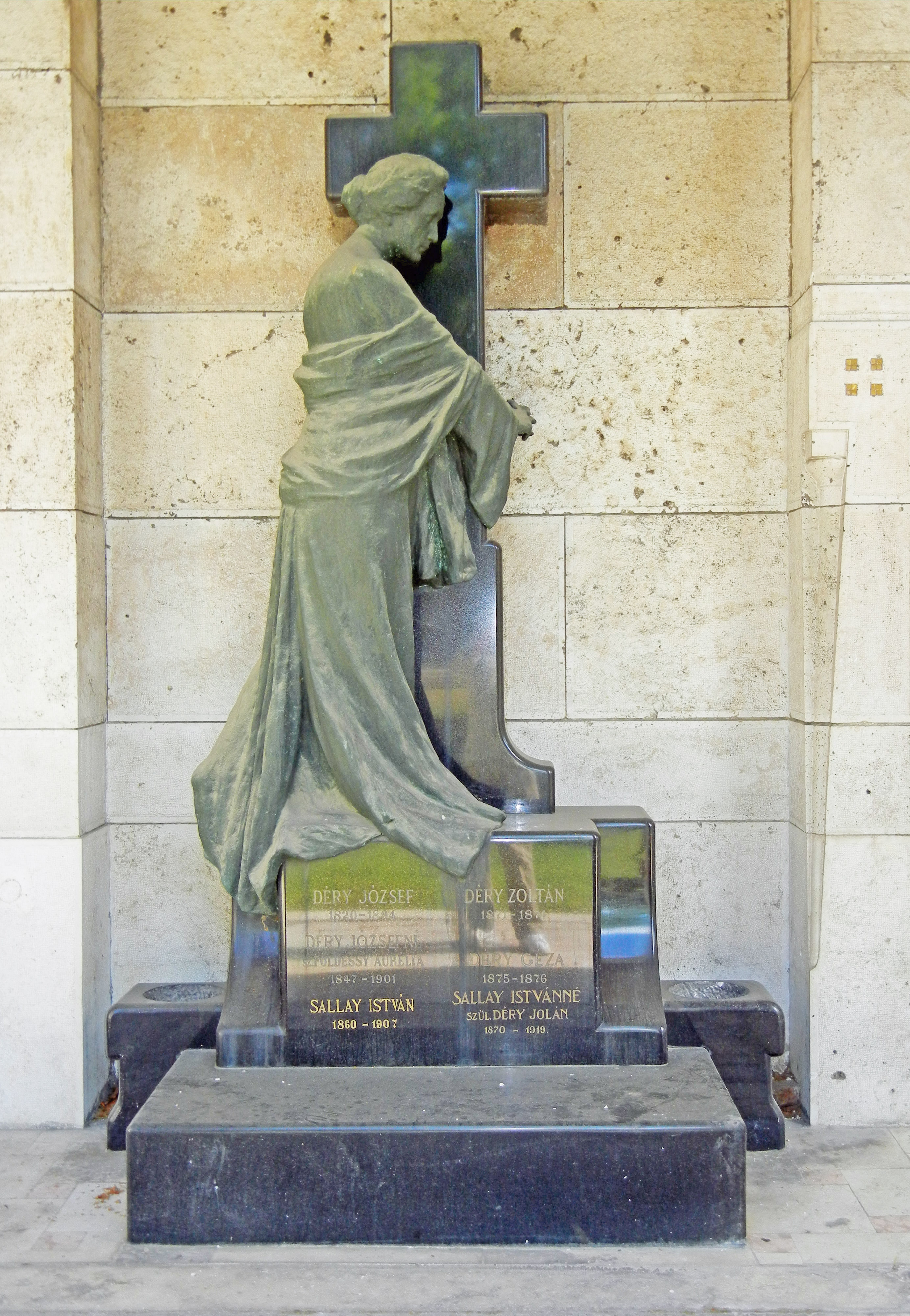
Tombeau de la famille Dery
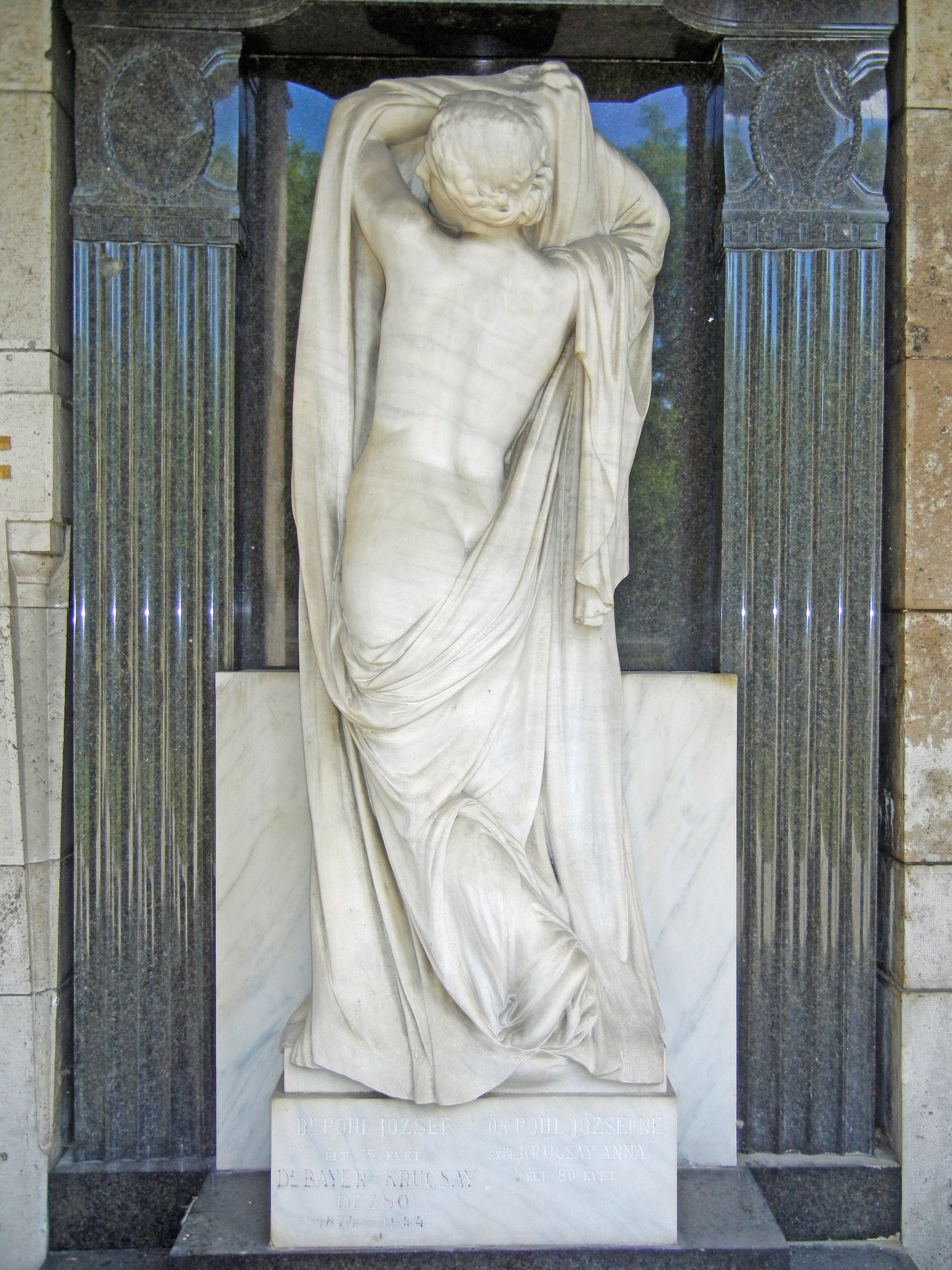
Tombeau de la famille Bayer Krucsay
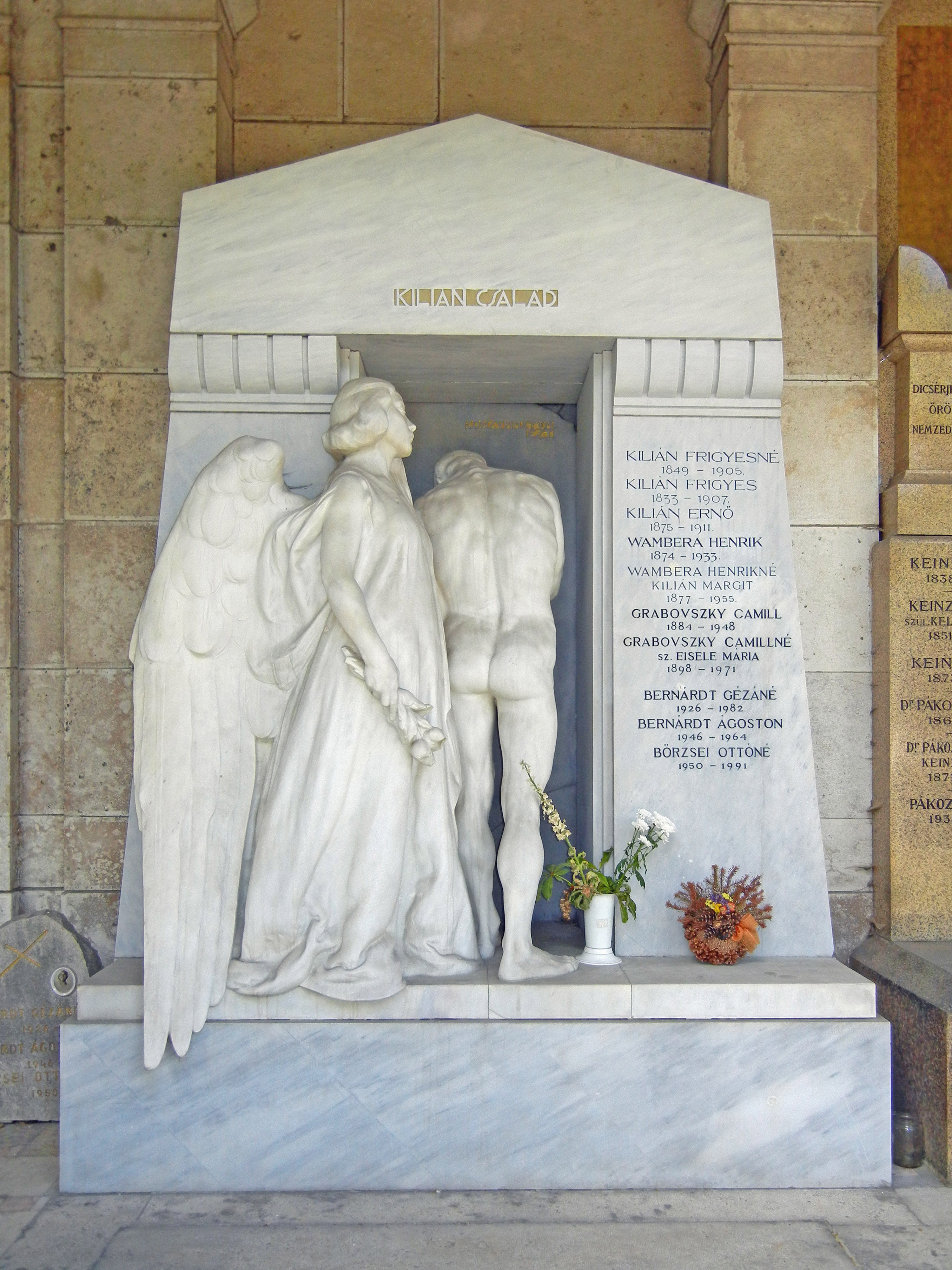
Tombeau de la famille Kilian
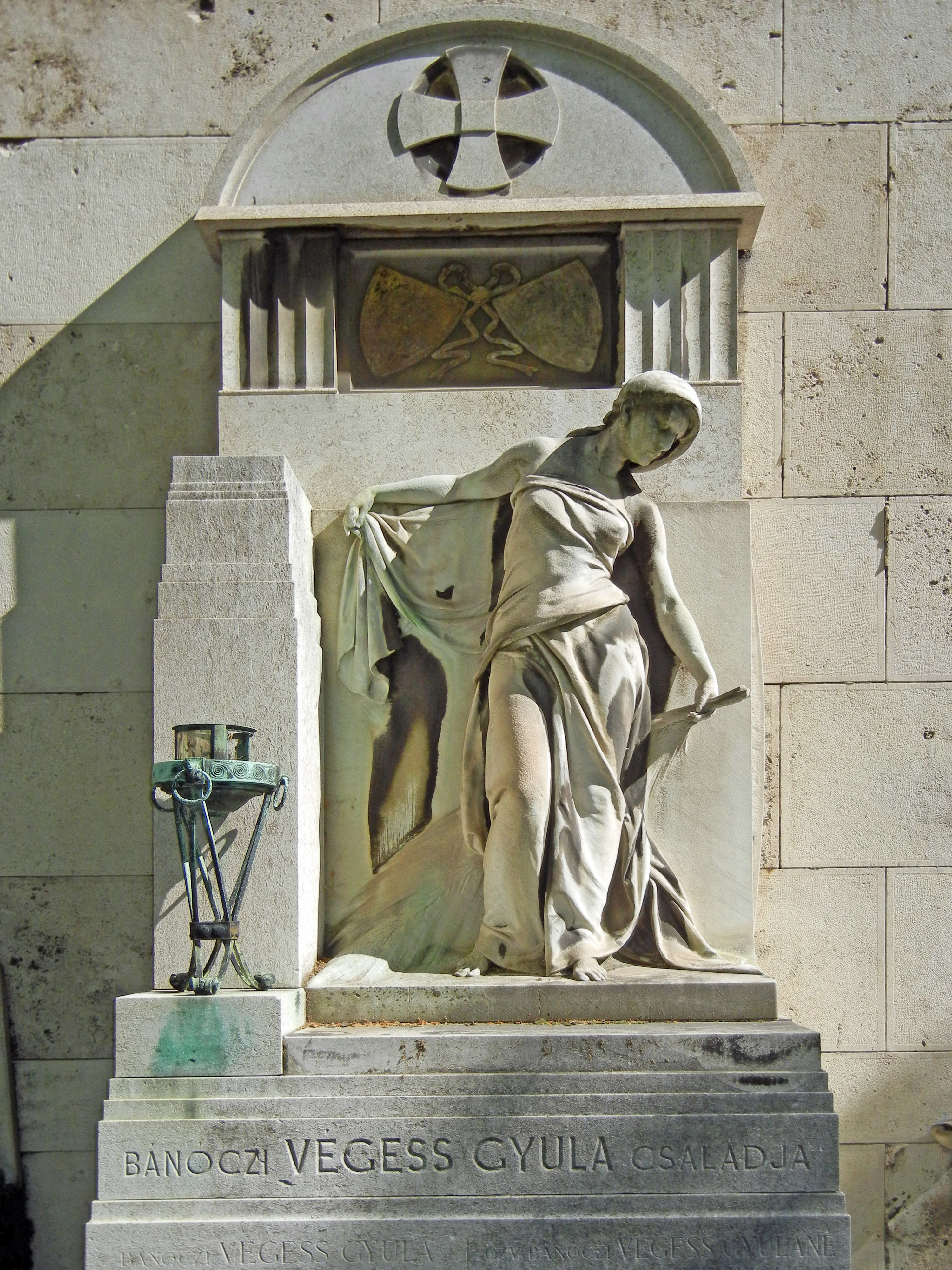
Tombeau de Gyula Vegess
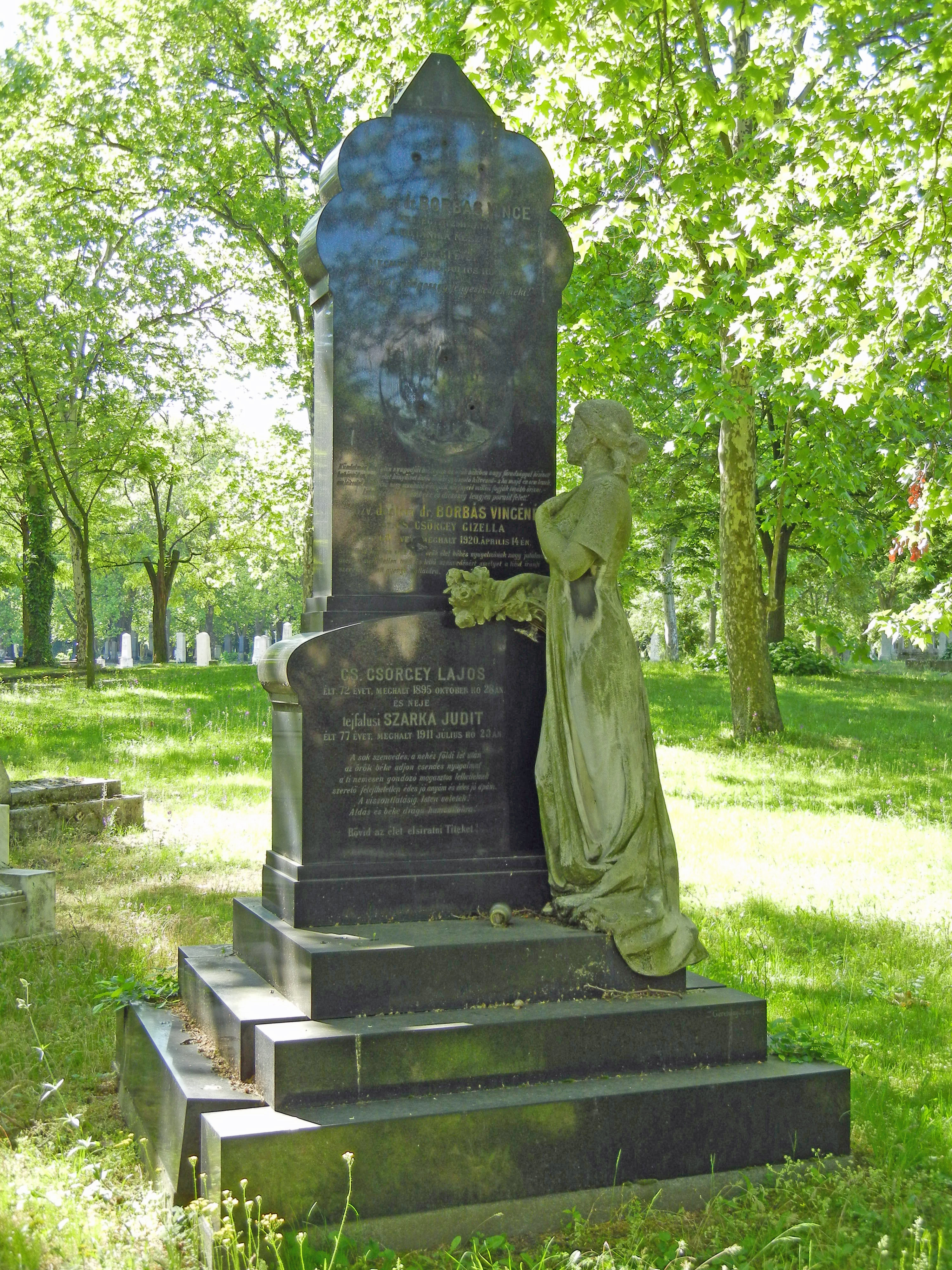
Tombeau de Vince Borbás et de sa famille
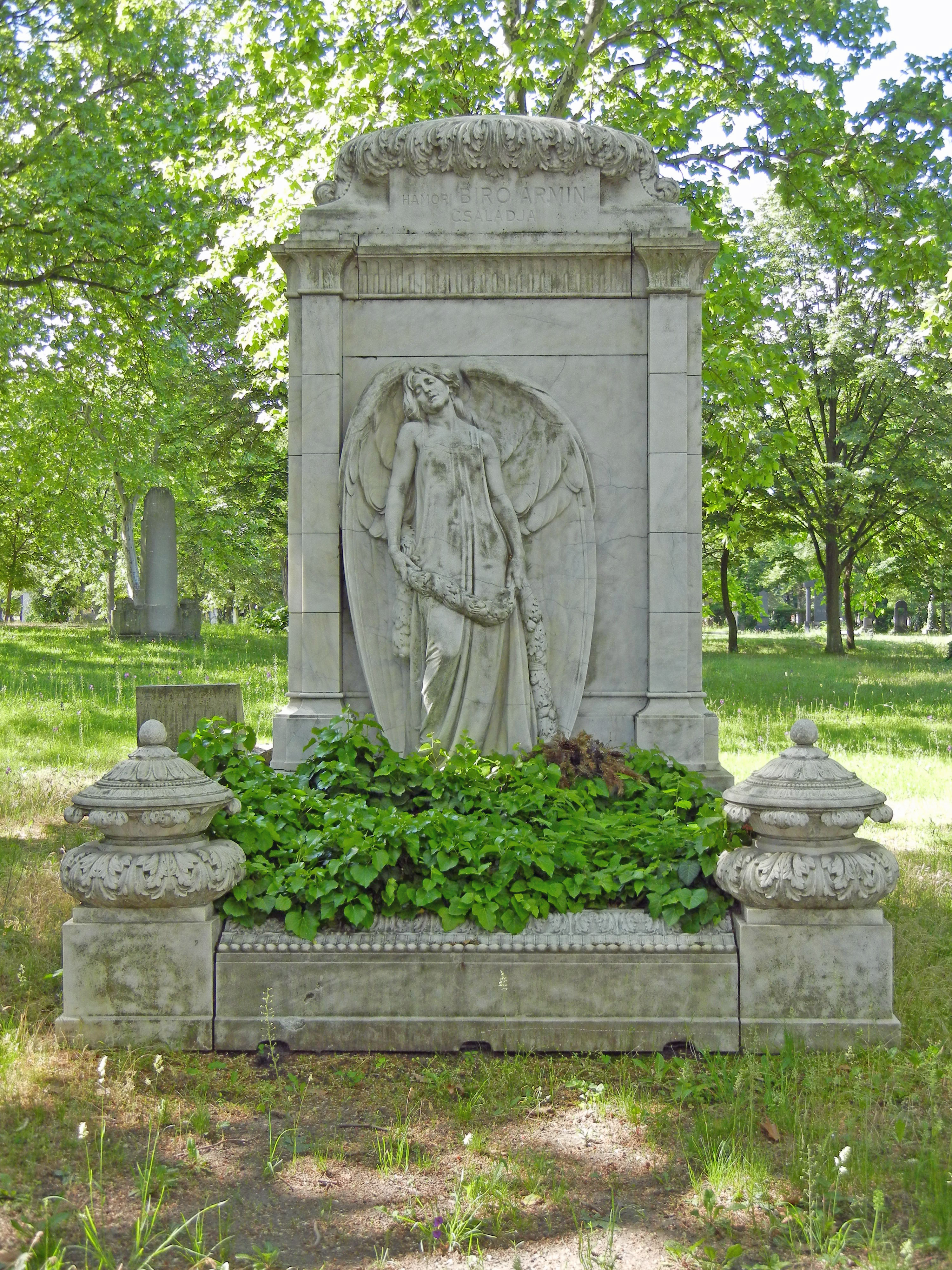
Tombeau d'Ármin Bíró et de sa famille
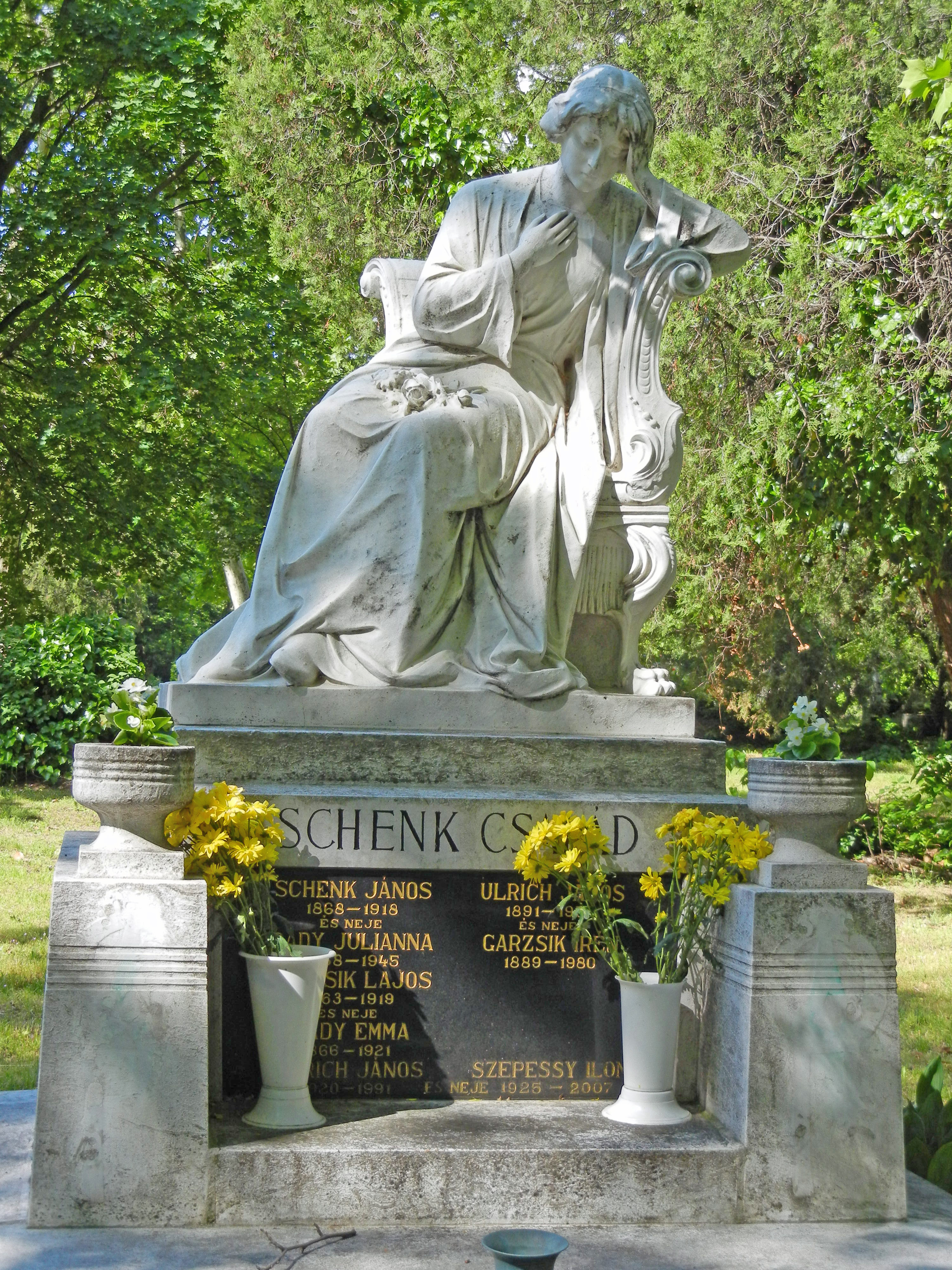
Tombeau de la famille Schenk
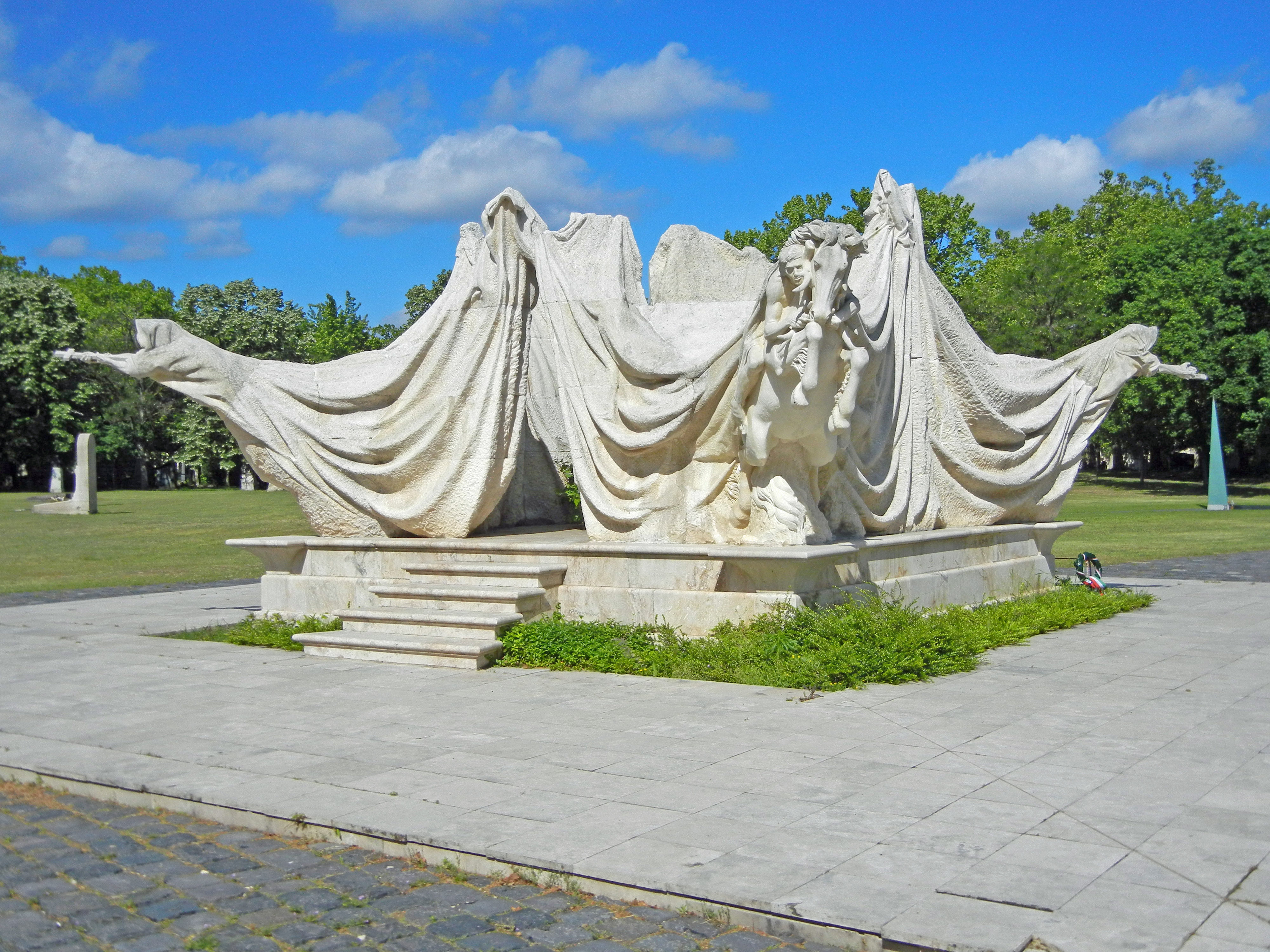
Tombeau de József Antall (1932-1993), premier Premier ministre hongrois élu démocratiquement. Le monument, d'après les plans de Miklós Melocco, a été inauguré en 1999.
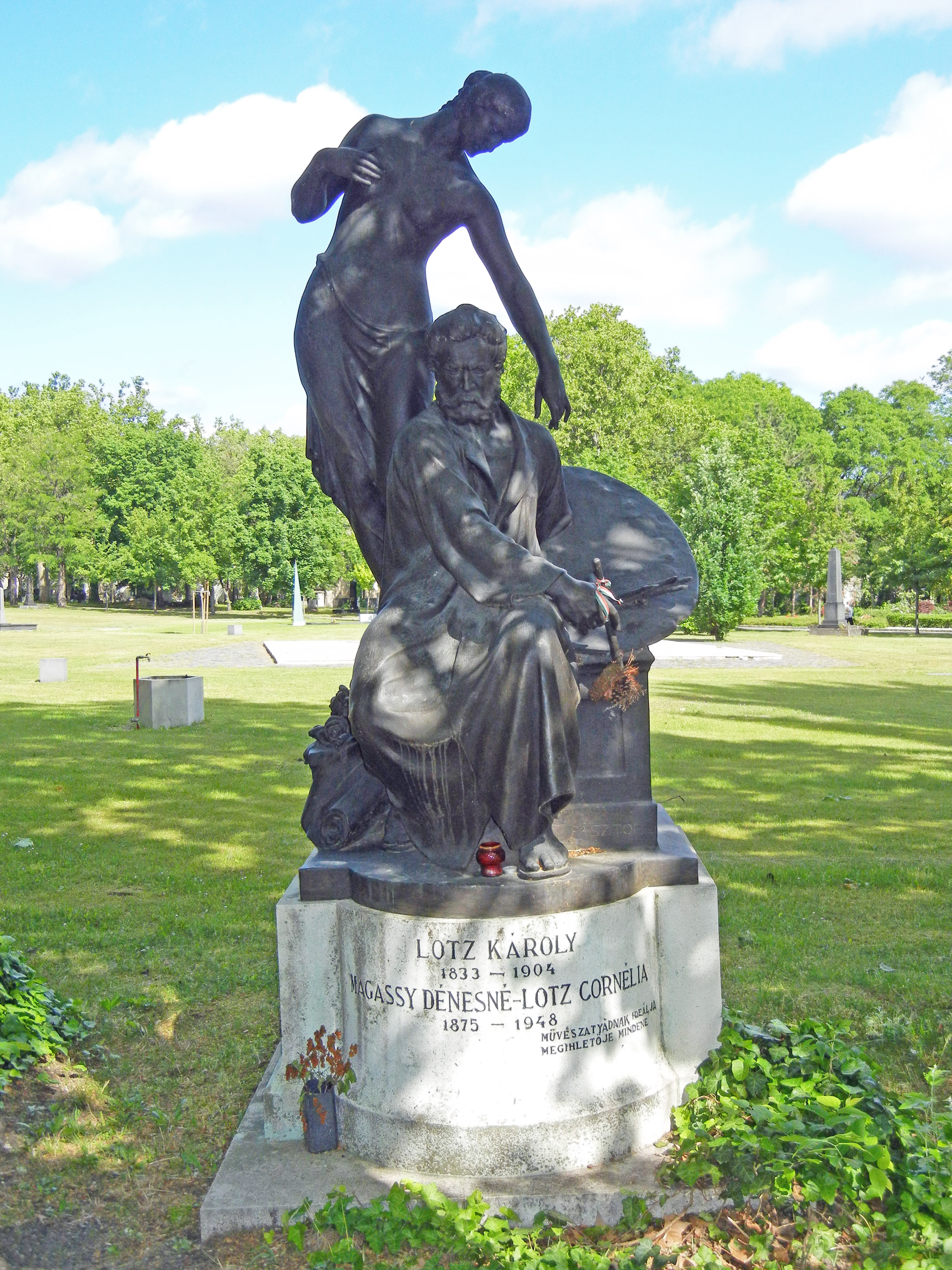
Tombe du peintre Károly Lotz (1833-1904)
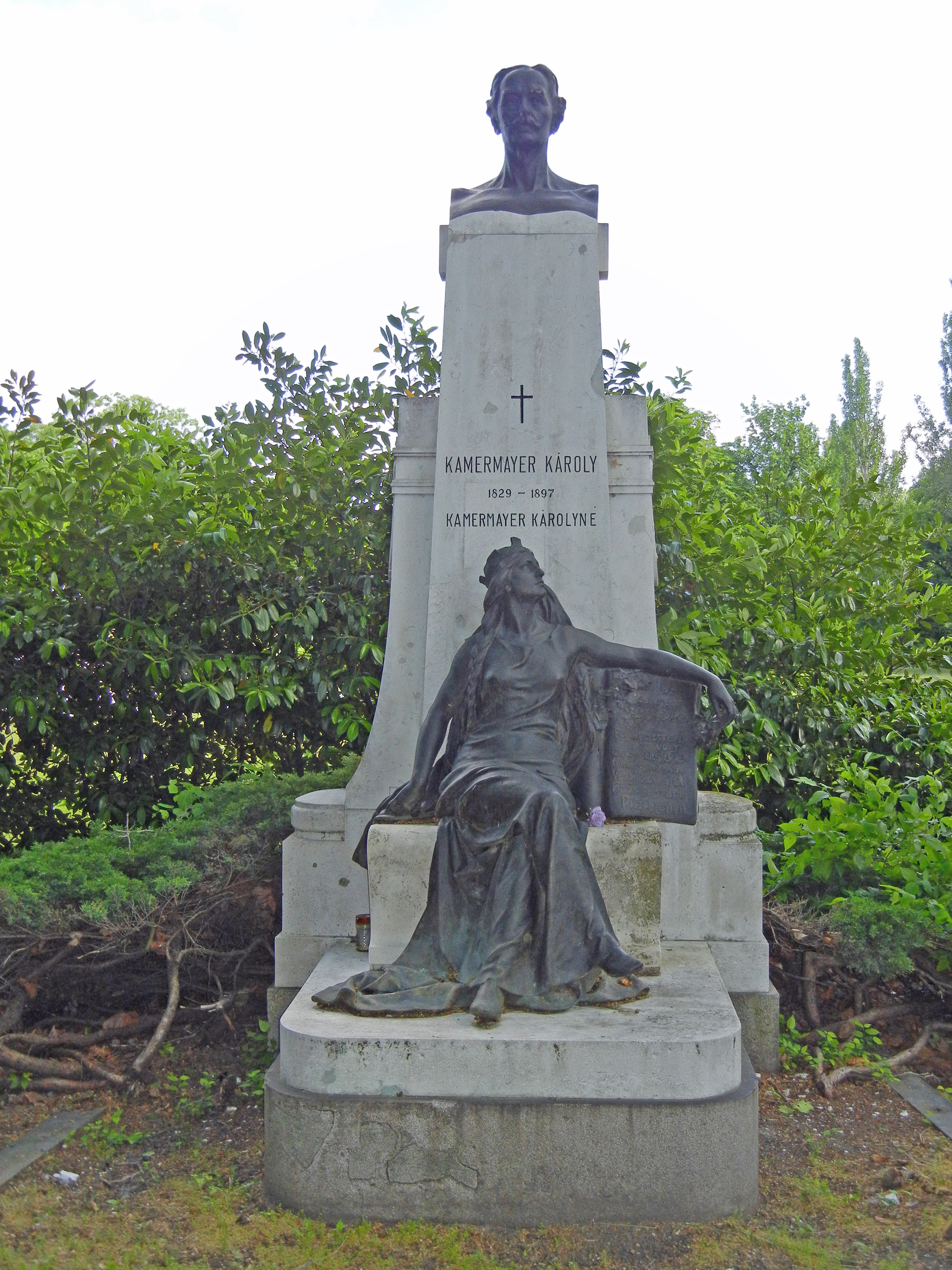
Tombe de Károly Kamermayer (1829-1897), premier bourgmestre de Budapest
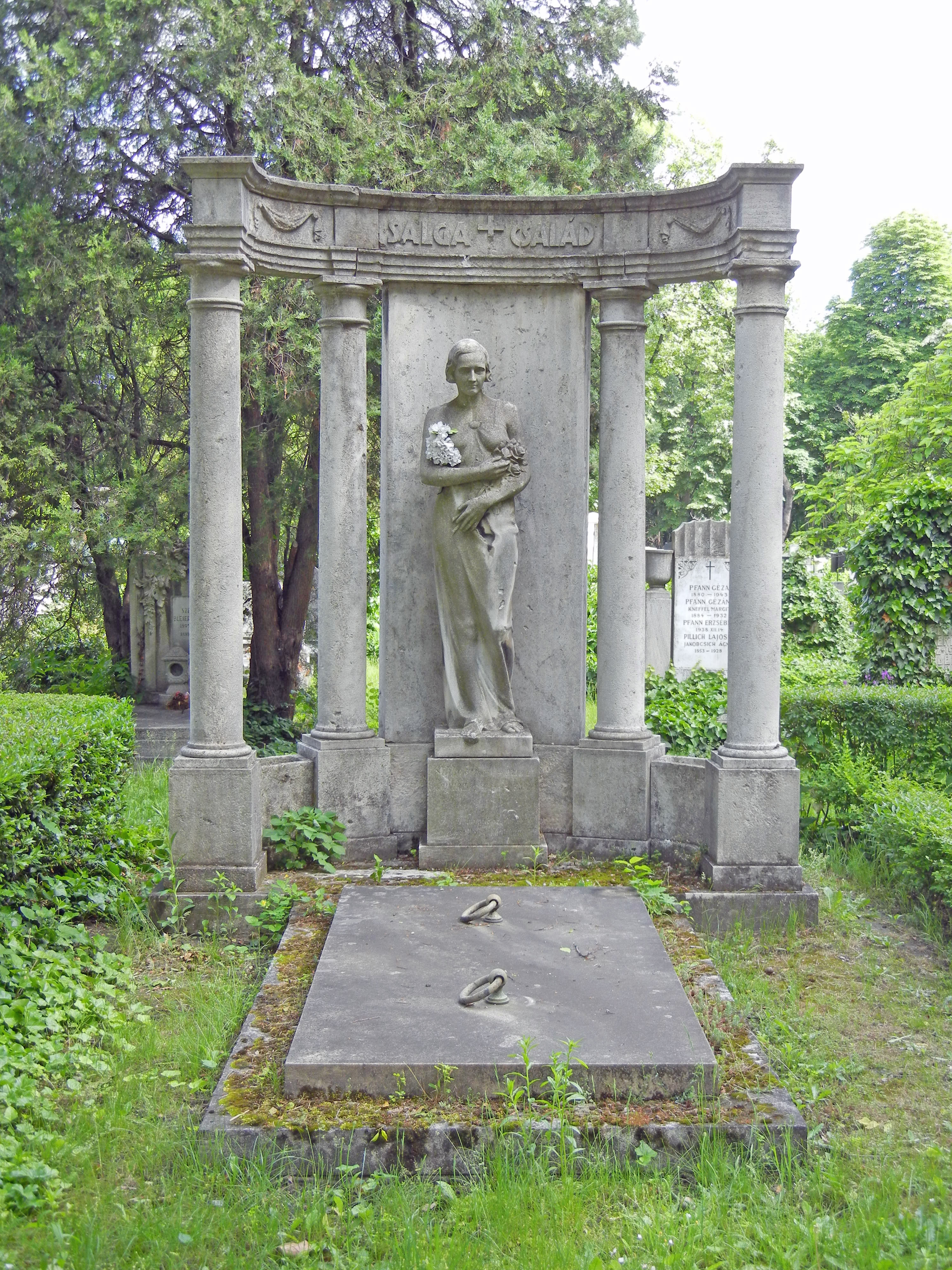
Tombeau de la famille Salga
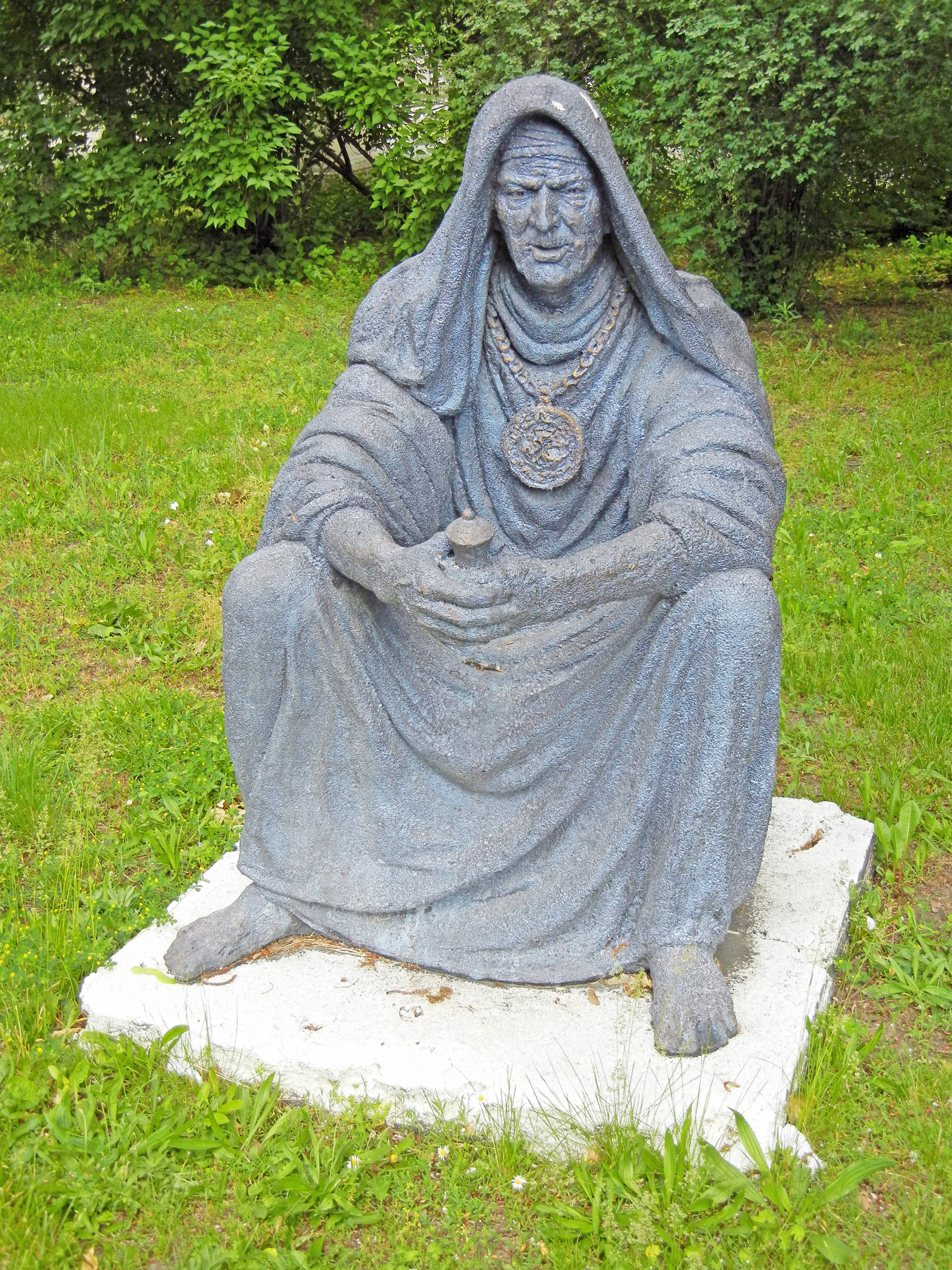
[Quoi ?]
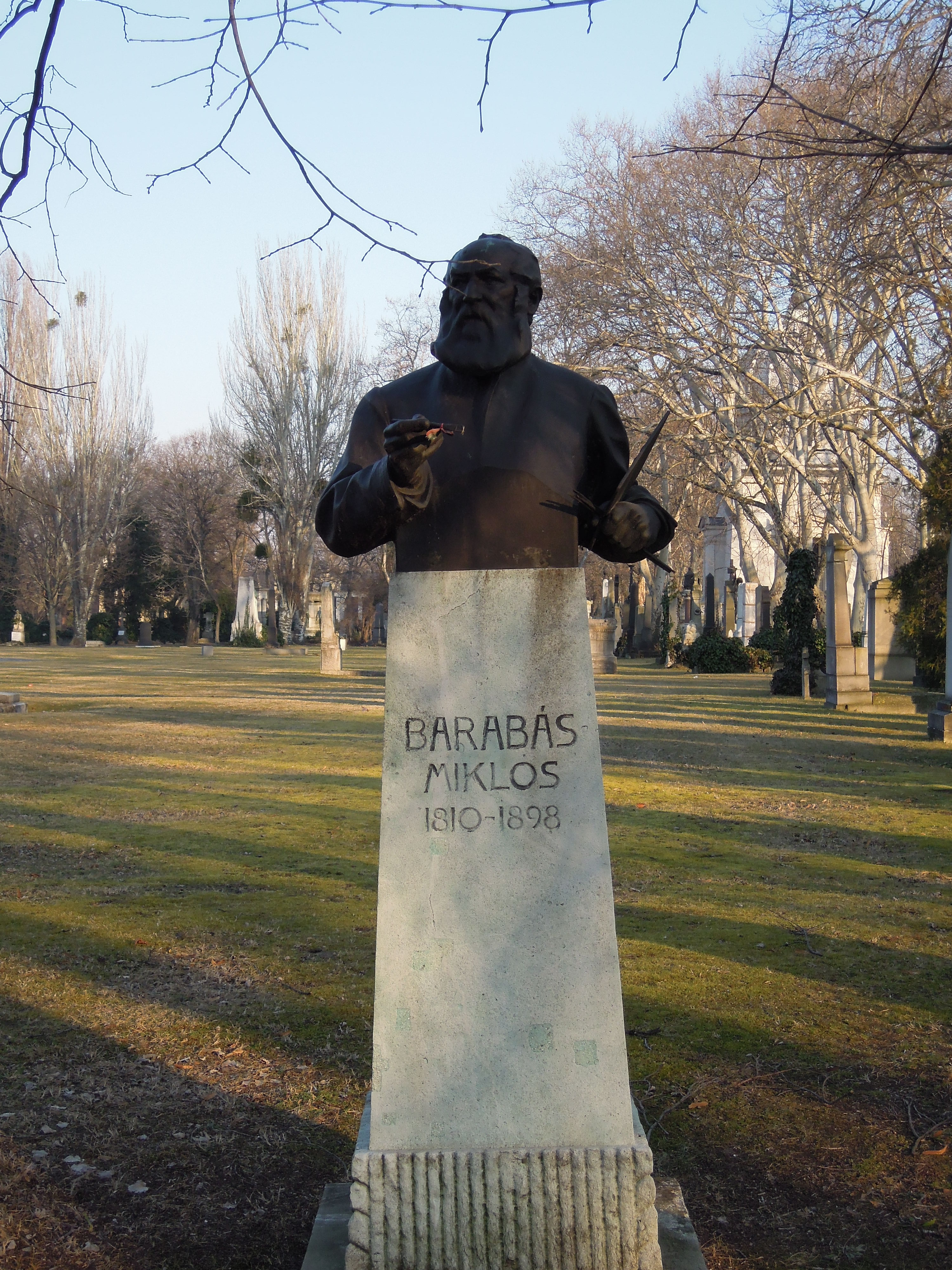
Tombe du peintre Miklós Barabás (1810-1898)
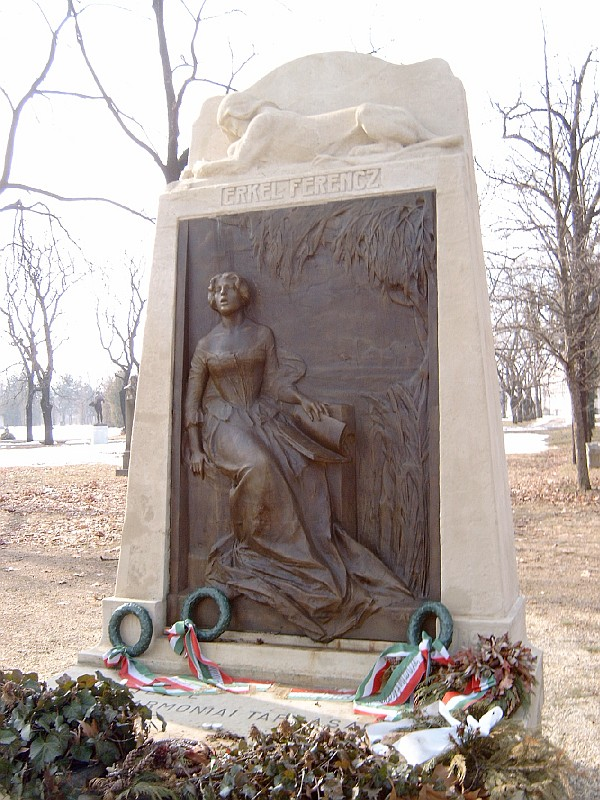
Tombe de Ferenc Erkel (1810-1893), compositeur de l'hymne national hongrois
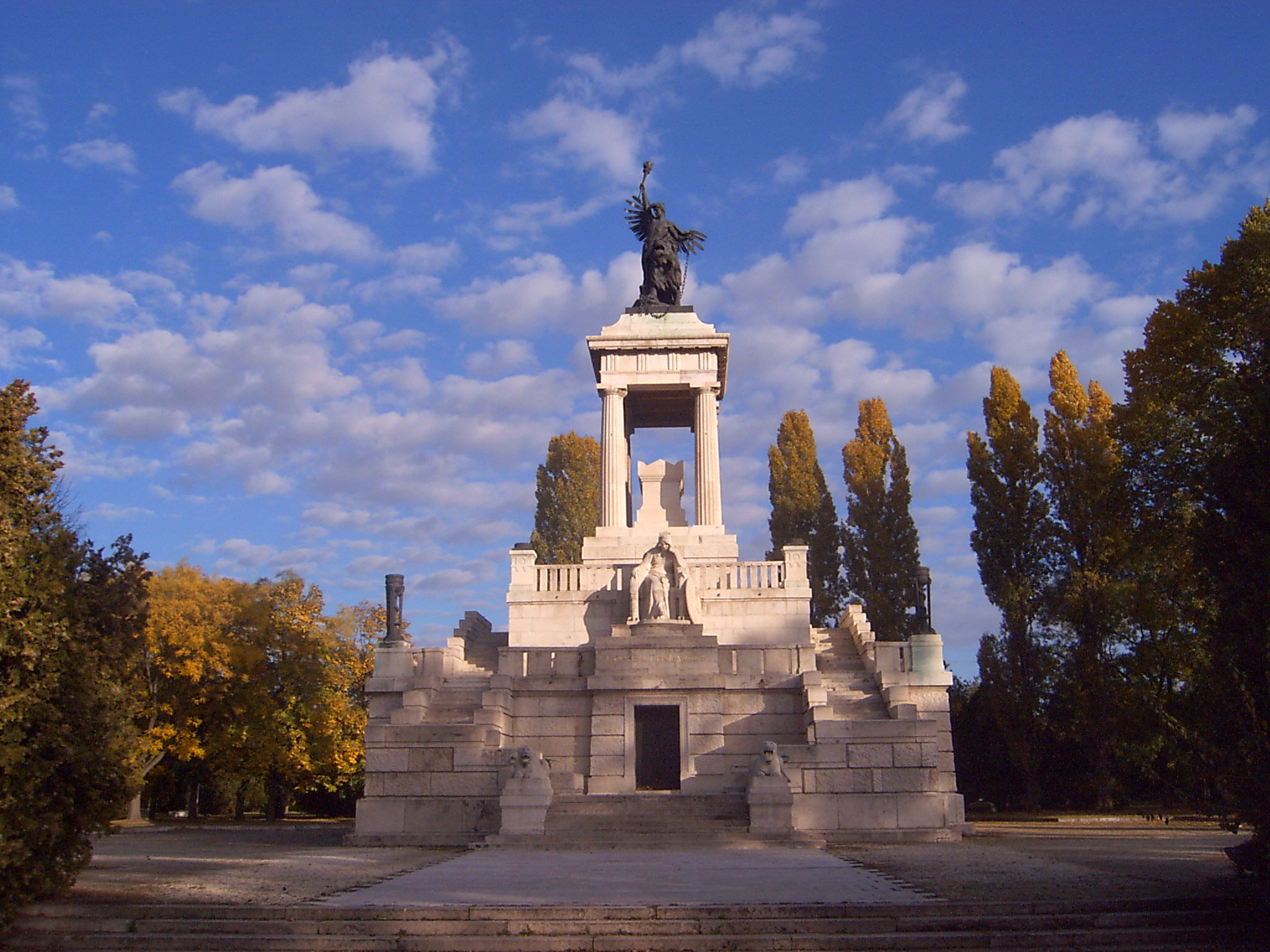
Mausolée de Lajos Kossuth (1802-1894), homme politique
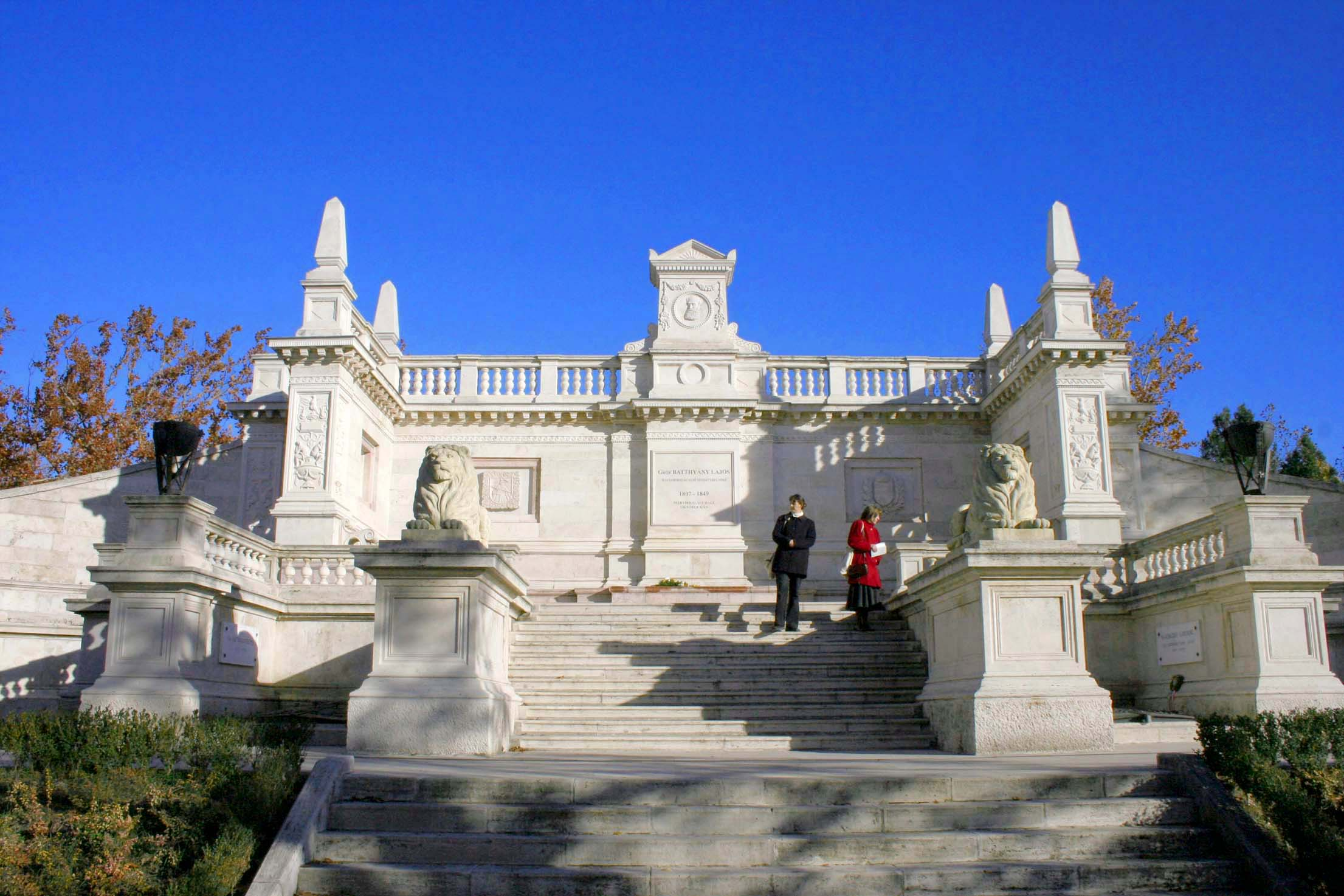
Mausolée de Lajos Batthyány (1807-1849), premier chef de gouvernement hongrois
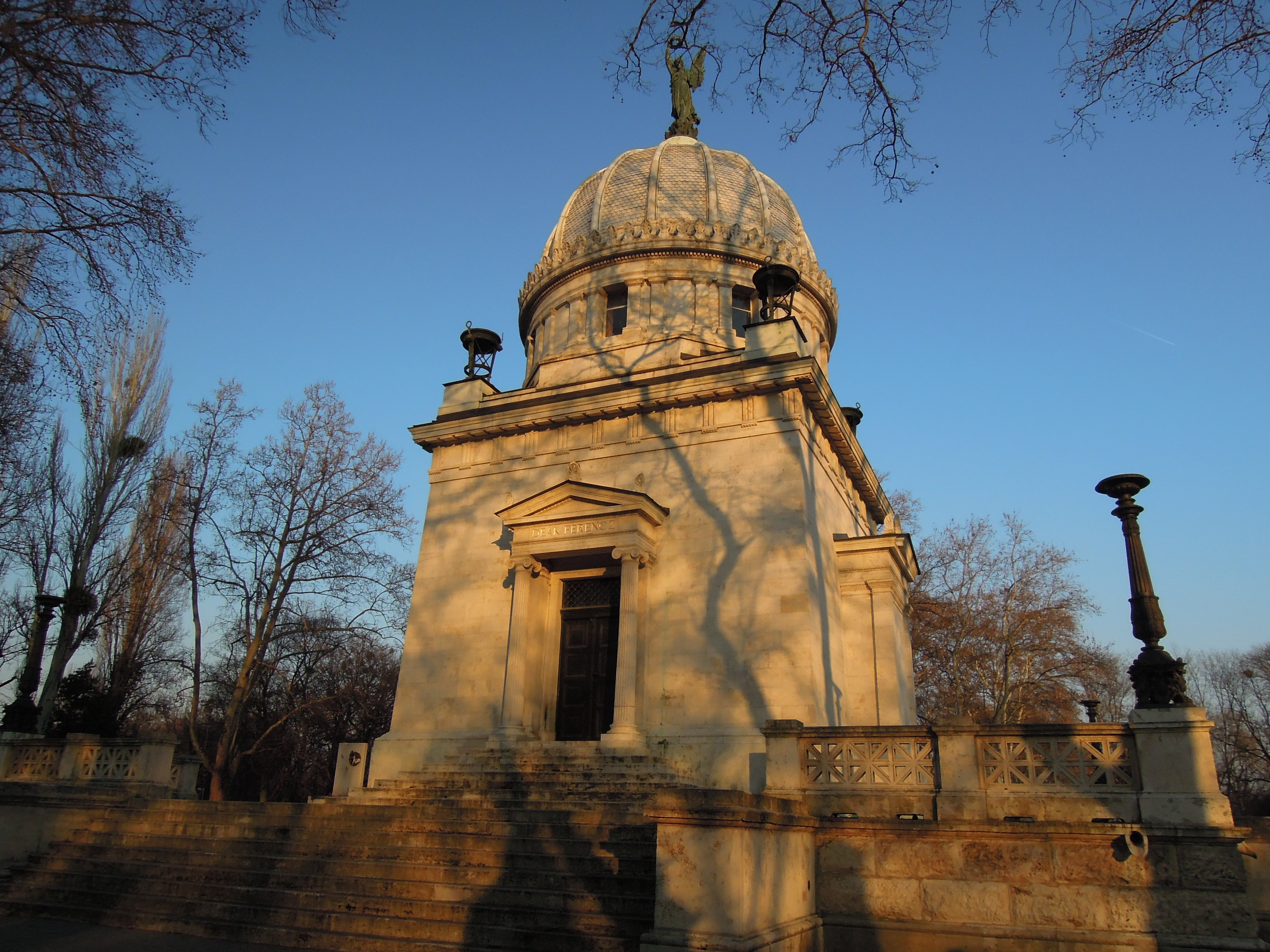
Mausolée de Ferenc Deák (1803-1876), homme politique
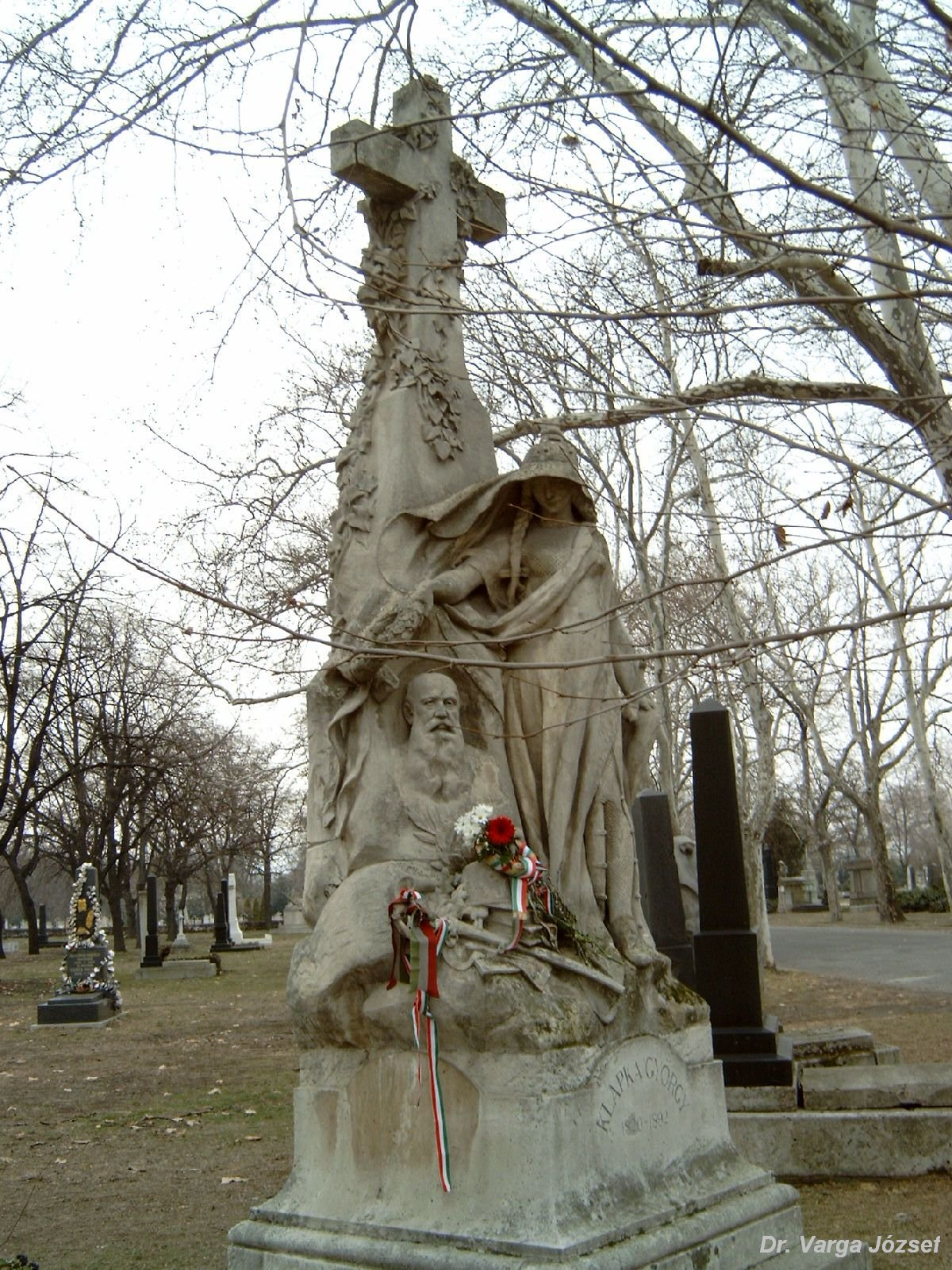
György Klapka (1820-1892), général et homme politique hongrois

## Quelques personnalités inhumées dans ce cimetière
(mars 2015).
- Endre Ady (poète)
- Ignác Alpár (architecte)
- József Antall (Premier Ministre, historien)
- János Arany (poète)
- Mihály Babits (poète)
- Béla Balázs (écrivain)
- Miklós Barabás (peintre)
- Jenő Barcsay (peintre)
- István Bethlen (Premier Ministre)
- Lujza Blaha (1850–1926, actrice)
- Ottó Bláthy (ingénieur électricien)
- Konrád Burchard-Bélaváry (industriel, politicien)
- Tivadar Csontváry Kosztka (peintre)
- Gergely Czuczor (linguiste, poète)
- Béni Egressy (compositeur)
- Loránd Eötvös (physicien)
- Ferenc Erkel (compositeur)
- János Fadrusz (sculpteur)
- György Faludy (écrivain, poète, traducteur)
- Ferenc Fejtő (journaliste, sciences politique)
- Károly Ferenczy (peintre)
- Léo Frankel (syndicaliste révolutionnaire)
- Ábrahám Ganz (maître-de-forges)
- János Garay (poète)
- Artúr Görgey (général)
- Alajos Hauszmann (architecte)
- Jenő Heltai (écrivain)
- George de Hevesy (Prix Nobel de chimie)
- Gyula Horn (Premier Ministre)
- Miklós Izsó (sculpteur)
- Mari Jászai (actrice)
- Mór Jókai (écrivain)
- Attila József (poète)
- János Kádár (dirigeant socialiste)
- Pál Kadosa (1903–1983, compositeur)
- Kálmán Kandó (inventeur, ingénieur)
- Mihály Károlyi (Président)
- Karl-Maria Kertbeny (écrivain, traducteur)
- Károly Kisfaludy (poète, dramaturge, peintre)
- Dezső Kosztolányi (poète, écrivain)
- Gyula Krúdy (écrivain)
- Ödön Lechner (architecte)
- Lipót Fejér (mathématicien)
- Károly Lotz (peintre)
- Georg Lukács (philosophe)
- Viktor Madarász (peintre)
- Ferenc Mádl (Président, juriste)
- Emília Márkus (1860-1949), actrice
- Ignác Martinovics (Franciscain, chef de file du mouvement Jacobin)
- Ferenc Medgyessy (sculpteur)
- László Mednyánszky (peintre)
- Kálmán Mikszáth (écrivain)
- Zsigmond Móricz (écrivain)
- Mihály Munkácsy (1844-1900, peintre)
- Karl Polanyi (économiste)
- Tivadar Puskás (ingénieur, inventeur)
- Miklós Radnóti (poète)
- Frigyes Riesz (mathématicien)
- Imre Sarkadi (écrivain)
- Ignaz Semmelweis (médecin)
- Imre Steindl (architecte)
- Alajos Stróbl (sculpteur)
- Antal Szerb (écrivain)
- Leó Szilárd (physicien)
- Mihály Táncsics (écrivain, politicien)
- Ármin Vámbéry (linguiste)
- Mihály Vörösmarty (poète)
- Leó Weiner (compositeur)
- Sándor Wekerle (Premier Ministre trois fois)
- Miklós Ybl (architecte)
- György Zala (sculpteur)
- Mihály Zichy (peintre, graphiste)
- Malašic Gejza (Homme politique)

## Transports
Le cimetière est accessible par les lignes de tramway n° 1, 4, 24, 24G, 28, 28A, 37, 37A et 62 à la station Magdolna utca.